# Mycomicrothelia subfallens
Mycomicrothelia subfallens är en lavart som först beskrevs av Johannes Müller Argoviensis, och fick sitt nu gällande namn av David Leslie Hawksworth. Mycomicrothelia subfallens ingår i släktet Mycomicrothelia och familjen Trypetheliaceae.   Inga underarter finns listade i Catalogue of Life.